# ゾフィー・ルイーゼ・ツー・メクレンブルク＝シュヴェリーン

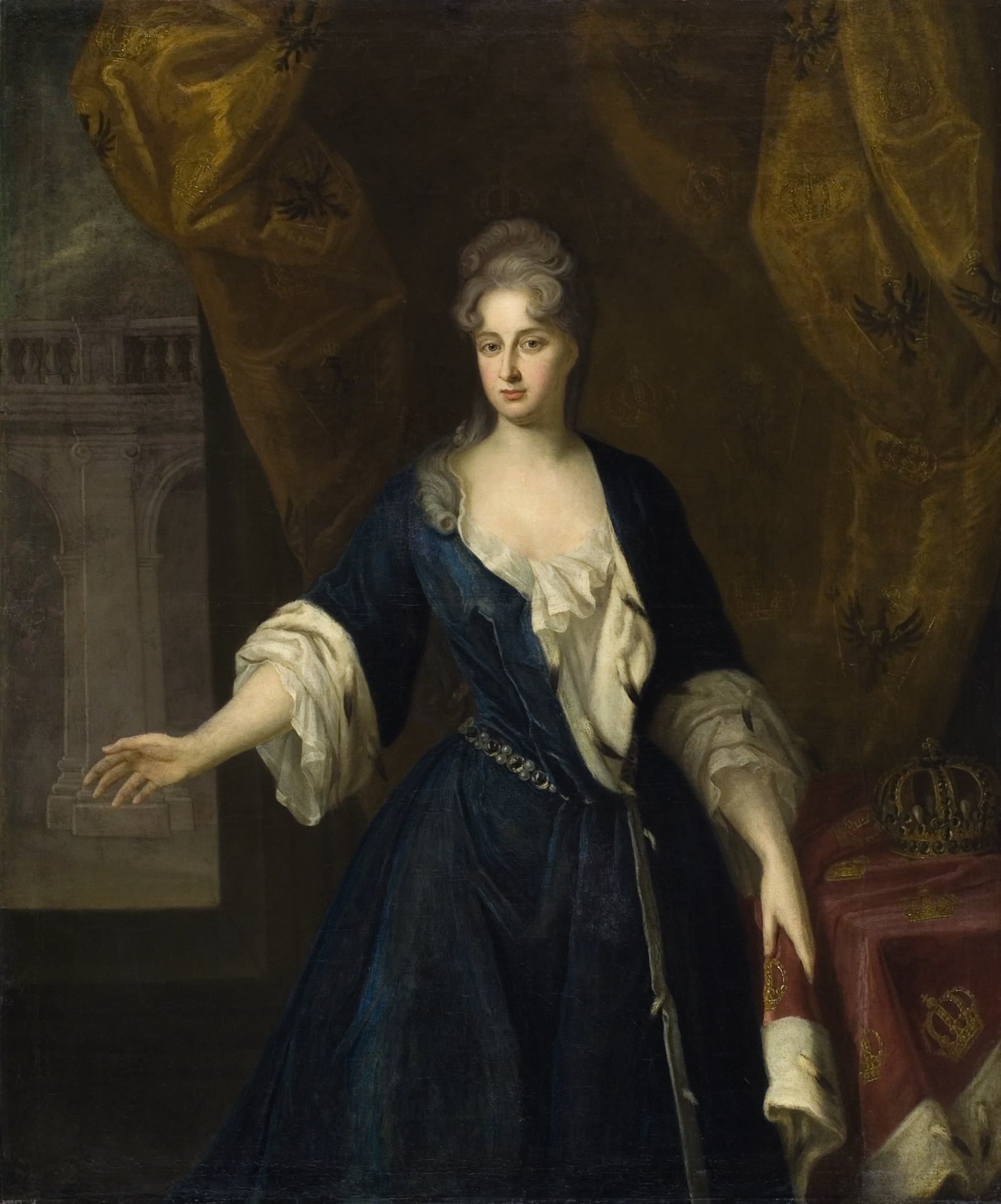
プロイセン王妃ゾフィー・ルイーゼ

ゾフィー・ルイーゼ・ツー・メクレンブルク＝シュヴェリーン（ドイツ語：Sophie Luise zu Mecklenburg-Schwerin, 1685年5月16日 - 1735年7月29日）は、プロイセン王フリードリヒ1世の3番目の妃。

## 生涯

### 生い立ち
ゾフィー・ルイーゼはメクレンブルク＝グラーボウ公フリードリヒとクリスティーネ・ヴィルヘルミーネ・フォン・ヘッセン＝ホンブルクの第4子、唯一の娘として生まれた。父が早くに亡くなった後、ゾフィー・ルイーゼは長兄でメクレンブルク＝シュヴェーリン公位を継いでいたフリードリヒ・ヴィルヘルム1世の宮廷で育てられた。フランス語と音楽以外に、特別な教育を受けることはなかった。一方、控えめで真面目な性格は、厳格なルター派の教育によるものであった。

### 結婚
50歳であったプロイセン王フリードリヒ1世は、2番目の妃ゾフィー・シャルロッテが1705年に亡くなった後、首相ヴァルテンベルク伯の周辺から再婚するよう圧力をかけられていた。王位継承者を安定的に確保するため、病がちであった王は独り身を続けることがないよう説得された。一人息子フリードリヒ・ヴィルヘルムにも、この時点で王位継承者がいなかった。年老いた王が再婚することで、この不安定な状況を変える可能性があった。
長い期間調査した末、王にふさわしい結婚相手として「メクレンブルクの金星」と称賛された23歳のゾフィー・ルイーゼが選ばれた。1708年11月28日、結婚式はベルリン王宮で盛大に行われた。フリードリヒ1世の3番目の妃となったゾフィー・ルイーゼは、常に有名な学者と交流し宮廷を華やかに維持していた知的な前王妃ゾフィー・シャルロッテの影に隠れてしまった。また、夫妻の間に子供は生まれなかった。陰謀、憎しみ、誹謗中傷に満ちた宮廷生活がすぐにゾフィー・ルイーゼにつきまとったが、若い王妃は精神的にも肉体的にもそれに耐えられなかった。特にゾフィー・ルイーゼと対立していた王の愛妾カタリーナ・フォン・ヴァルテンベルク（旧姓リッカーズ）は首相の妻であり、ゾフィー・ルイーゼを悩ませていた。
ゾフィー・ルイーゼは夫の世話をする看護師としての役割を辞し、女官グレーフェニッツ婦人の影響をうけて王をカルヴァン派からルター派に改宗させようとした。フリードリヒ1世は最初、王妃らに公的な仕事に参加させた。ゾフィー・ルイーゼはどこでも王に同行し、プロイセンの最初の王としてフリードリヒ1世が設立したタバコ会議で夕方に王のパイプを満たすことを許された。 しかし、時間が経つにつれて、アウグスト・ヘルマン・フランケの教えの影響を受けて、ゾフィー・ルイーゼの宗教的熱意は強迫観念へと変わっていった。
ゾフィー・ルイーゼは深刻なうつ病と精神的混乱に陥り、宮廷生活に参加できなくなった。「真の」信条についての夫婦間の耐え難い議論と頻繁に起こる発作により、王は精神を病んだゾフィー・ルイーゼから離れていった。完全に混乱し切り傷で血まみれになったゾフィー・ルイーゼに、ベルリン王宮の病気の王は恐れたと言われている。王はゾフィー・ルイーゼを一族の断絶の直前に現れると言われる「白い貴婦人」であるかのように感じていたという。

### 晩年と死後
1713年1月、フリードリヒ1世は自身が亡くなるわずか数週間前に、ゾフィー・ルイーゼをハーフェルラントのペルヴェニッツに連れて行った。次王フリードリヒ・ヴィルヘルム1世は、ゾフィー・ルイーゼをメクレンブルクの家族に送り返した。ゾフィー・ルイーゼは最初グラーボウ城に住み、次にノイシュタット＝グレヴェに短期間住んだ後、シュヴェリーン城に居を構え、1735年に50歳で死去した。ゾフィー・ルイーゼは、シュヴェリーンの聖ニコライ教会に埋葬された。
ベルリンのミッテ地区にあるゾフィー教会は、1712年にその名が付けられ、初代プロイセン王の不幸な3番目の王妃を今でもしのんでいる。
また、フリードリヒ・グリーゼはゾフィー・ルイーゼを題材とする短編小説『Die Prinzessin von Grabow. Ein Bericht aus dem achtzehnten Jahrhundert.（グラーボウの公女、18世紀からの報告）』 (Schünemann, Bremen 1936) を執筆した。